# Петрињано-Сан Мартино (Терамо)
Петрињано-Сан Мартино (итал. Petrignano-San Martino) је насеље у Италији у округу Терамо, региону Абруцо.
Према процени из 2011. године у насељу је живело 218 становника. Насеље се налази на надморској висини од 329 m.